# زوریخ (کانزاس)
زوریخ (به انگلیسی: Zurich) شهری در ایالت کانزاس کشور ایالات متحده آمریکا است که جمعیت آن در سرشماری سال ۲۰۱۰ میلادی، ۹۹ نفر بوده‌است.